# Qoʻchqor Turdiyev
Qoʻchqor Ahmedovich Turdiyev (Dardoq, Imperio ruso, 1 de septiembre de 1917 - Oyim, Uzbekistán, 4 de agosto de 1992) fue un militar soviético del Ejército Rojo que recibió el título de Héroe de la Unión Soviética el 27 de marzo de 1942 por su valentía durante la Segunda Guerra Mundial. Fue el primer uzbeko al que se le otorgó el título de Héroe de la Unión Soviética.

## Biografía
Turdiyev nació el 1 de septiembre de 1917 en el seno de una familia de campesinos uzbekos, en la pequeña localidad rural de Dardoq —actualmente situada en el Distrito de Kurgontepa en la provincia de Andijon en Uzbekistán—. Después de terminar la escuela primaria trabajó durante algún tiempo en una granja colectiva antes de ingresar en el Ejército Rojo en 1940. Fue un miembro del Komsomol.
En septiembre de 1941, poco después de la invasión alemana de la Unión Soviética, entró por primera vez en combate como soldado raso en el 353.º Regimiento de Fusileros de Montaña. El 15 de octubre de 1941, se distinguió en la batalla; su compañía se encontró con un búnker enemigo que les disparaba con una ametralladora desde la distancia. Al recibir órdenes de destruir la posición enemiga, el líder del escuadrón y otros cinco soldados resultaron heridos en el proceso de acercarse al búnker, pero Turdiyev logró llegar al búnker. Sorprendiendo a los soldados alemanes que se encontraban allí, primero abrió fuego con su rifle, matando a los soldados en el búnker. A medida que más soldados alemanes se acercaban a su posición, agarró el rifle de uno de los soldados enemigos muertos y comenzó a disparar a los soldados alemanes que se acercaban, matando a cuatro más antes de lanzar una ronda de granadas y posteriormente capturar dos prisioneros. Logró destruir el búnker y se reagrupó con el resto de su compañía y continuó con el resto de la misión. Por su hazaña se le concedió la Estrella de Oro de Héroe de la Unión Soviética y la Orden de Lenin el 27 de marzo de 1942.
Su fotografía apareció frecuentemente en la portada del periódico Pravda Vostoka en 1942. Ese mismo año completó los cursos de subteniente y se graduó en la Escuela de Infantería de Gómel en 1943 y procedió a comandar un pelotón de infantería y más tarde una compañía.
Después de la guerra, fue desmovilizado del ejército con el rango de teniente primero y regresó a Uzbekistán, donde trabajó en una granja estatal como productor de hortalizas y luego dirigió una brigada de cultivo de arroz. Murió el 4 de agosto de 1992.

## Condecoraciones
A lo largo de su carrera militar, recibió las siguientes condecoraciones
|  | Héroe de la Unión Soviética (27 de marzo de 1942) |
|  | Orden de Lenin (27 de marzo de 1942)              |
|  | Orden de la Bandera Roja                          |
|  | Orden de la Guerra Patria de 1.er grado           |
|  | Orden de la Guerra Patria de 2.do grado           |